# Черноморовка
Черноморовка (укр. Чорноморівка) — село в Каховской городской общине Каховского района Херсонской области Украины.
Население по переписи 2001 года составляло 1111 человек. Почтовый индекс — 74841. Телефонный код — 5536. Код КОАТУУ — 6523586501.

## Местный совет
74841, Херсонская обл., Каховский р-н, с. Черноморовка, ул. Октябрьская, 9